# Joana Raspall
Joana Raspall i Juanola (Barcelona, 1 de julio de 1913 - Sant Feliu de Llobregat, 4 de diciembre de 2013) fue una escritora, lexicóloga y bibliotecaria  catalana.

## Biografía
Se licenció en Biblioteconomía y desde la revista Claror inició una campaña demandando una biblioteca infantil en Sant Feliu de Llobregat, ciudad donde residió desde los 3 años. Durante la guerra civil española estudió y trabajó de bibliotecaria contribuyendo a salvar muchos ejemplares de libros catalanes de su destrucción.Después de la guerra dio clases de catalán en su domicilio, cosa que continuó haciendo años más tarde con el asesoramiento de Òmnium Cultural. 
En el Primer Congreso de Cultura Catalana formó parte de la ponencia El llibre de teatre infantil que dio lugar a la colección de teatro “Edebé” catalana. Joana Raspall ha colaborado habitualmente en revistas locales y fue promotora del premio Martí Dot de poesía de Sant Feliu de Llobregat. 
En 1969, escribió y representó El viaje, una obra de teatro para adultos que crea como réplica de Esperando a Godot de Samuel Beckett. Ese mismo año, tras la muerte de la escritora Maria Novell, comenzó a escribir obras de teatro infantil y juvenil tal y como le sugirió su amiga Aurora Díaz.

## Premios y distinciones
- En 1993 la escritora recibió la Medalla de Oro de la ciudad de Sant Feliu de Llobregat (Barcelona).
- En 2006 recibió el Premio Creu de Sant Jordi.
- En 2008 se da su nombre a una calle en Sant Feliu de Llobregat.
- En 2010 se le concede la Medalla al Trabajo Presidente Macià.
- El 26 de julio de 2012, el Ayuntamiento de Sant Feliu de Llobregat y la Generalidad de Cataluña declararon el 2013 Año Joana Raspall.
- En 2013 se celebra el centenario de su nacimiento, en vida.
- En 2013 Gelida da el nombre a una plaza "Placeta Joana Raspall".
- En 2019 el Ayuntamiento de Lleida da nombre a una calle "calle Joana Raspall".
- En 2023 la Generalitat de Catalunya declaró el Año Joana Raspall, conmemorando su centenario en vida.[1]

## Obra Literaria

### Lingüística
- 1972, Diccionari de sinònims con Jaume Riera (1979)
- 1984, Diccionari de locucions i frases fetes, con Joan Martí. Premio Marià Aguiló.
- 1988, Diccionari d'homònims i parònims, con Joan Martí.
- 1987, Diccionari de metàfores

### Poesía infantil
- Petits poemes per a nois i noies (1981) Premio Crítica Serra d'Or, mención especial poesía (1981) Reeditado (2016)
- Bon dia, poesia (1996)
- Degotall de poemes (1997)
- Com el plomissol (1998)
- pinzellades en vers (1998)
- Versos amics (1998)
- Escaleta al vent (2002)
- Font de versos (2003)
- Serpentines de versos (2000)
- A compàs dels versos (2003)
- Concert de poesia (2004)
- El meu món de poesia (2011)
- 46 poemes i 2 contes (2013)
- Joana de les paraules clares (2013)
- Divuit poemes de Nadal i un de Cap d'any (2013)
- Poemes per a tot l'any (2013)
- Bestiolari de la Joana (2014)
- 8 contes i 18 poemes (2014)
- Olor a maduixa (2014)
- Amb sabates de Molsa

### APP juego poético
- Un món de poesia; en inglés: A World of Poetry (2015)

### Poesía adulto
- Ales i camins (1991)
- Llum i gira-sols (1994)
- Arpegis, haikús (2004)
- Instants haikus i tankes (2009)
- El jardí vivent (2010)
- Batec de paraules (2013)
- Solcs (2017)

### Teatro adultos
- L'ermita de Sant Miquel (1964). Premio Santamaria.

### Teatro infantil
- El pou, (1969). Premio Cavall Fort. Traducida al castellano "El pozo"
- L'invent (1978).
- Kònsum, S.A. (1984).

### Cuentos y Novelas infantil juvenil
- El mal vent (1994)
- Contes del si és no és (1994)
- Contes increïbles (1999)
- La trampa de la urbanització K (2000)
- La corona i l'àliga (1997)

### Cuentos y Novelas adultos
- Diamants i cul de got (2007)
- El cau de les heures (2008)
- El calaix del mig i el vell rellotge (2010)

### Poemas Musicados
- Endavant CD grup: Cybee
- L'ase i el tractor CD grup: The pengins
- Rosa Joana i les 7 marnífiques" Cantata llibre amb CD
- L'hora perduda Cantata llibre amb CD
- Cançoner 10" DINSIC Publicacions Musicals
- Xilofonada poètica" llibre